# Escova dental ultrassônica

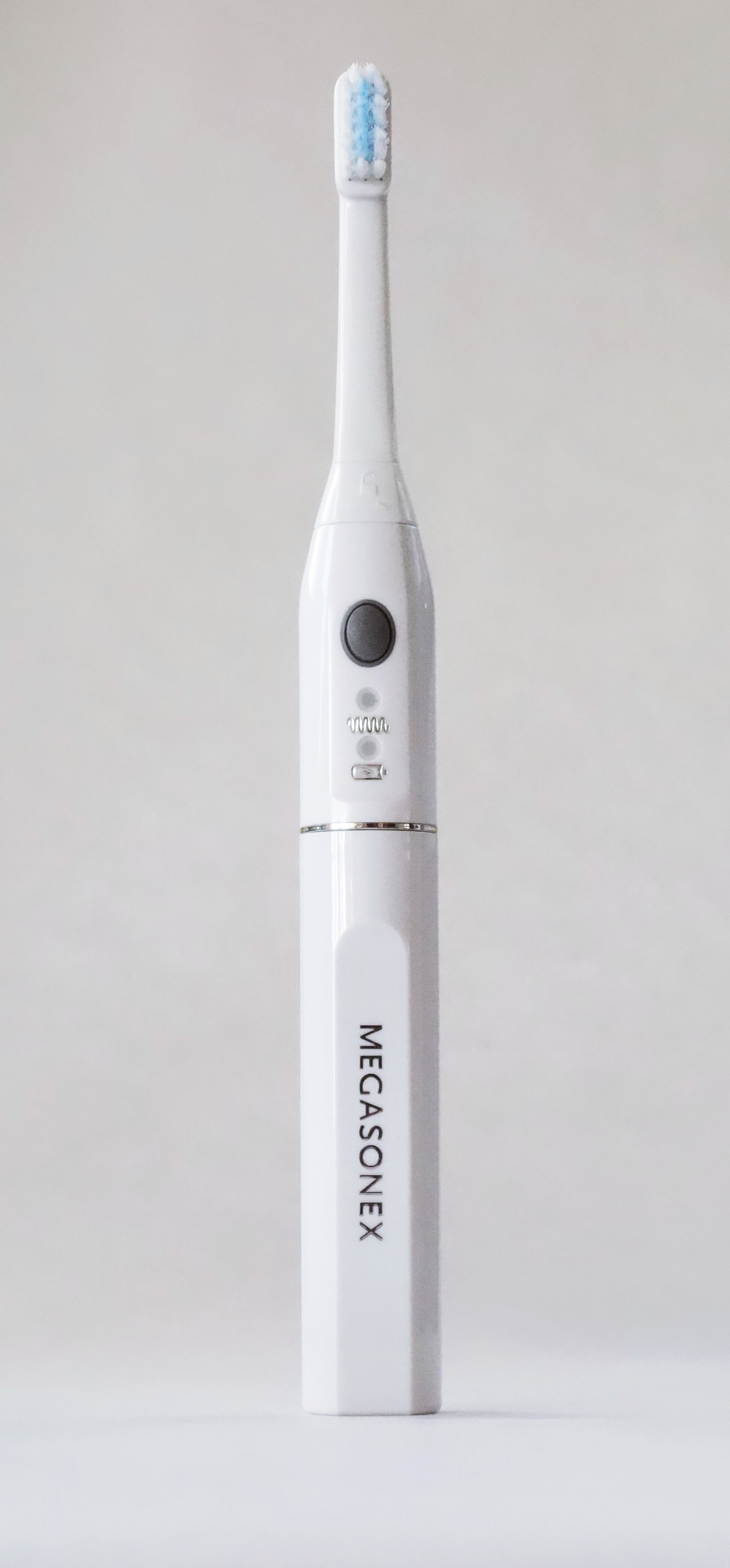
Escova dental ultrassônica (Megasonex)

Uma escova de dentes ultrassônica é uma escova dental elétrica projetada para uso doméstico diário que fornece ultrassom para ajudar a remover a placa bacteriana, tornando-a inofensiva. Ele geralmente opera a uma freqüência de 1,6 MHz, ou seja, 96.000.000 pulsos ou 192.000.000 movimentos por minuto. O ultrassom é definido como uma série de ondas de pressão acústica gerada com uma frequência para além da audição humana.

## Fundo
As escovas de dentes elétricas têm sido utilizadas pelo público desde o início da década de 1950.  Hoje, elas evoluiram e com base na velocidade da vibração, é possível dividi-los em três categorias: elétricas, sônicas e ultrassônicas.
As escovas dentais elétricas podem vibrar acima e para baixo, girar em círculos, e às vezes fazer uma combinação de ambos.  Tipicamente, a velocidade da vibração é medido em movimentos por minuto. As escovas de dentes elétricas comuns vibram a uma velocidade de entre alguns milhares de vezes por minuto a aproximadamente 10.000 a 12.000 vezes por minuto. As escovas sônicas são chamados assim porque a velocidade ou a frequência da sua vibração, ao contrário do ruído do seu motor, cai dentro da gama média que é utilizado pela voz humana.
A voz humana de um típico homem adulto tem uma frequência fundamental de 85 a 180 Hz (10.200 a 21.600 movimentos por minuto), e a voz de uma típica mulher adulta varia de 165 a 255 Hz (19.800 a 30.600 movimentos por minuto). As escovas de dentes ultrassônicas geralmente fornecem ondas ultrassônicas utilizando um cristal piezoelétrico implantado que emite uma freqüência ultrassônica, o que, teoricamente, poderia ser tão baixo como 20.000 Hz (2.400.000 movimentos por minuto).  No entanto, a freqüência mais comum, que tem sido investigada em muitos estudos científicos é de aproximadamente 1.6MHz, ou seja, 96.000.000 pulsos ou 192.000.000 movimentos por minuto.

## História
A primeira escova dental ultrassônica, vendida pela Sonex Corporation, inicialmente sob a marca Ultima® e posteriormente sob a marca Ultrasonex®, foi patenteada pela primeira vez em os EUA em 1992, o mesmo ano em que a aprovação da FDA para o uso doméstico diário foi dada. Inicialmente, a escova Ultima® só forneceu ultrassom.  Alguns anos mais tarde, um motor para a escova Ultrasonex® foi adicionado para fornecer a vibração sônica também.  Mais tarde, a Sonex Corporation foi vendida a Salton, Inc., que começou a distribuir o produto em os EUA e em outros países. Em 2008, os novos proprietários da companhia Salton decidiram abandonar o mercado da higiene oral e, desde então, várias empresas começaram a vender novas escovas de dentes ultrassônicas sob marcas como Megasonex® e Ultreo®.  No final de 2013, outras marcas de escovas ultrassônicas começaram a aparecer no mercado. Hoje, a maioria das escovas de dentes ultrassônicas simultaneamente fornecem a ultrassom e a vibração sonora.

## Eficácia
O ultrassom, no intervalo de 1,0 a 3,0 MHz é amplamente usado em dispositivos médicos terapêuticos para acelerar a reparação óssea e da laceração, para o tratamento da estomatite aftosa e do sangramento gengival, para a remoção da placa e mais.

## Segurança
O ultrassom tem sido usado na medicina por quase meio século e a segurança da sua utilização tem sido estudada por quase o mesmo período de tempo.  Em 1992, a FDA dos EUA permitiu, pela primeira vez, o uso do ultrassom a uma frequência de 1,6 MHz em uma escova dental. Em 1993, o American Institute of Ultrasound in Medicine (AIUM), em conjunto com o National Electrical Manufacturers Association (NEMA) desenvolveu o padrão de exibição de saída (ODS), incluindo o índice térmico e o índice mecânico que foram incorporados ao novos regulamentos da FDA. Estes regulamentos limitam a potência de saída destes dispositivos a um nível suficientemente baixo para evitar o aumento da temperatura do tecido circundante por mais de 1°C.